# Katedra św. Filipa w Birmingham
Katedra świętego Filipa w Birmingham (ang. St Philip's Cathedral, Birmingham) – katedra Kościoła Anglii i siedziba biskupa Birmingham. Świątynia mieści się przy ulicy Colmore Row.

## Historia i architektura
Wybudowana w latach 1710-1725 jako kościół parafialny na High Town i konsekrowana w 1715. Obiekt wzniesiono w stylu barokowym według projektu architekta Thomasa Archera. W latach 80. XIX wieku wyposażono go w witraże zaprojektowane przez Edwarda Burne-Jonesa. W 1905, po utworzeniu diecezji Birmingham, której biskupem został Charles Gore, kościół został podniesiony do rangi katedry. Decyzję o zaniechaniu wzniesienia nowej świątyni katedralnej i adaptacji jednego z istniejących kościołów podjęto w obliczu biedy i problemów społecznych, z jakimi borykała się ludność miasta w początku XX wieku. 
Jest to najmniejsza katedra w Anglii po katedrze w Derby i katedrze w Chelmsfordzie. Świątynia znajduje się na liście zabytków Wielkiej Brytanii.

## Wyposażenie
Do najcenniejszych elementów wyposażenia świątyni należą:
- witraże Edwarda Burne-Jonesa:
  - trzy przedstawiające sceny z życia Jezusa (Narodzenie, Ukrzyżowanie i Wniebowstąpienie) pochodzące z lat 1885-1887,
  - czwarty, wykonany w 1897 dla upamiętnienia biskupa Henryego Bowlby'ego (wcześniej proboszcza parafii św. Filipa), ze sceną Sądu Ostatecznego,
- krzyż w ołtarzu głównym z wmontowanym elementem z kwarcu krystalicznego, rzucającym charakterystyczne refleksy świetlne, autorstwa Johna Mac Donalda z 1963,
- obudowa organów z 1715 mieszcząca czteromanuałowy instrument,
- oficjalny tron biskupa Birmingham,
- krucyfiks i lichtarze zaprojektowane przez Petera Eugene'a Balla z lat 1984-1986,
- ławki stanowiące oryginalne, pierwotne wyposażenie katedry,
- chrzcielnica projektu Johna Poole'a z 1982,
- kurant złożony z dwunastu dzwonów w wieży zachodniej (najcięższy waży 1,5 tony),
- krypta pod wieżą zachodnią[1].